# 매듭

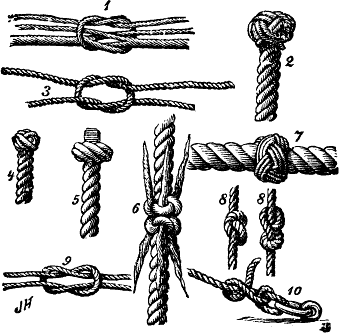
1 여러줄 그래니 매듭
2 여러줄 왕관 매듭
3 그래니 매듭(Granny knot)
4 왕관 매듭 (Wall and crown knot)
5 매튜 워커 매듭 (Matthew Walker's knot)
6 슈라우드 매듭 (Shroud knot)
7 터키 머리 매듭 (Turk's head)
8 옭매듭
9 사각매듭
10 두번반 히치매듭(Two half-hitches)

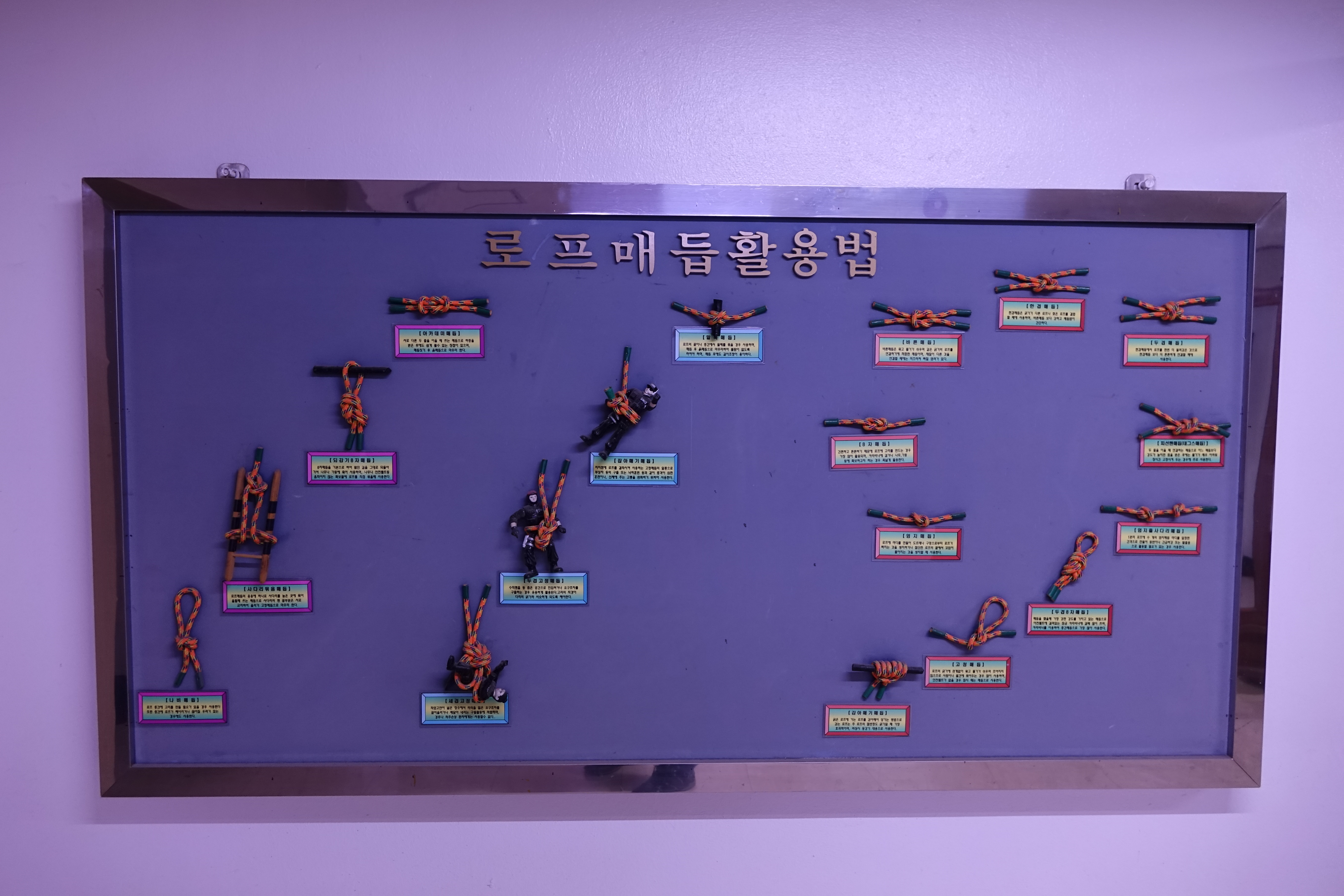
과천소방서 로프매듭활용법 게시판

매듭은 실, 끈, 로프 등을 묶어 맺은 자리를 뜻한다. 역사적으로 유명한 매듭 중 몇은 그리스 신화에 나오는 '고르디오스의 매듭'이나 '헤라클레스의 매듭' 등이 있다. 한국의 전통 공예 중에도 매듭을 사용하는 것이 많다. 수학에서는 매듭의 양끝을 붙여 고리모양으로 만든 매듭을 매듭으로 부르고, 이에 대해 매듭 이론이라는 학문 분야로 연구하고 있다.
한편 물건의 고정을 위한 체결,해양 선박 로프, 포대 자루나 마대자루의 실 및 끈 결속, 등산 로프, 신체결박(포승), 교수형, 구조용 밧줄 매듭,장식 또는 예술용 매듭, 넥타이 등 매듭은 고대부터 인류의 역사에서 여러 상황과 용도 그리고 다양한 형태로 고안 및 사용되어왔다.
특이한 경우로 숫자, 문자를 표현하는 고대의 결승문자(結繩文字, 매듭문자)로는 잉카의 키푸 등이  있다.

## 매듭의 다양성
매듭은 끈이나 실 따위를 잡아매어 마디를 이룬것을 말하나 이처럼 마디를 이루는 원리로부터 본디 물건이나 대상을 옭아 매기위한 것이 목적이었을 것이나 옭아 맬수있는 대상이 점점 다양해지고 또한 옭아 맨 이후에  더 이상 옭아 맬 필요성이 없어졌을 경우 혹은 옭아 매는 정도의 조절등을 고려하게 되면서 줄을 옭아 매는 매듭의 방법이 기능면이나 형태면에서 복잡해졌다.
한편 이러한 매듭의 상황에 따른 다양함은 매듭하는 방법에서뿐만 아니라 매듭 그 자체인 줄이나 끈등의 재질 및 제작 방법 등에서 로프나 케이블 가닥처럼 또 다른 형태로 다양한 개발을 필요로 하게 되었다.

## 매듭 방법의 예
| 명칭                             | 형태 | 기능 |
| -------------------------------- | ---- | --- |
| 옭매듭(overhand knot)            |      | 가장 간단한 형태로 끈이나 로프의 끝 가닥을 마감하기 위한 용도로 자주 사용된다. |
| 고리 옭매듭 (overhand loop)      |      | 로프에 고정 루프를 형성하는 간단한 매듭이다. 로프를 따라 어디든지 묶을 수 있다. 이 매듭은 걸거나 다른 로프를 통과시키는 지지 용도로 사용할 수 있다.                                                                   |
| 나비매듭                         |      | 나비매듭은 나비모양의 형태를 띄는 매듭이다. 2개의 끈 끝을 단단히 마감처리하기 위한 아주 좋은 매듭이다. |
| 리본 매듭(신발끈 매듭)           |      | 상자의 리본끈이나 신발끈 뿐만 아니라 쌀포대등 포대자루의 포대 실 매듭 또는 보우라인 매듭등으로 다양하게 응용하여 사용되며 끈이 매듭으로 묶인 이후에도 끈의 특정 한쪽 끝에서 한쪽방향으로 쉽게 풀리는 용도로 사용된다. |
| 보우라인매듭(bowline)            |      | 보우라인 매듭은 로프에 형성된 고리를 사용하는 고대부터 사용해온 매듭이다. 이것은 대상을 단단히 묶을 수도 있지만 묶고난 후에도 풀기가 쉽다는 장점이 있다.                                                              |
| 사각매듭 (square knot,reef knot) |      | 끈의 양쪽 끝이나 2개의 끈을 서로 결속하는 용도로 사용할 수 있다. |
| 피셔맨매듭(낚시꾼매듭)           |      | 끈의 양쪽 끝이나 2개의 끈을 사용하여 서로 결속하는 용도로 사용할 수 있다. 이때 어느 끈이나 어느 지점을 쉽게 조절할 수 있다.                                                                                           |
| 넥타이 매듭(윈저 노트)           |      | 넥타이를 매듭할 때 사용된다. |

## 같이 보기
- 매듭 종류
- 포승
- 한국의 매듭